# Yopará
Yopará (fonéticamente /dʒopaˈɾa/, en guaraní: jopara) es un término con el que se caracteriza a gran parte del habla utilizada en Paraguay. Estas variedades no tienen ningún tipo de codificación oficial y se dan principalmente a nivel coloquial.
Es básicamente el idioma español con mayor influencia del guaraní que el típico español paraguayo, e inclusive al jopara se lo suele considerar un guarañol, es decir, un híbrido o mezcla entre español y guaraní, así como el spanglish (mezcla de español e inglés) o el portuñol (mezcla de español y portugués), entre otros.
Suele explicárselo popularmente como resultante de la fusión morfosintáctica, gramatical y semántica del idioma guaraní con el español. El término procede del guaraní y significa literalmente mezclado o mezcla. Se pronuncia "yopará" pero se escribe "jopara".

## Características
La manera en la que coexisten el guaraní y el español en Paraguay da lugar a una situación lingüística que no tiene par en toda América. Por supuesto, hay varios países hispanoamericanos en los que coexisten el español y una lengua indígena, como por ejemplo en Perú, donde se hablan, aparte del español, las lenguas quechuas. No obstante, el guaraní refleja de una manera muy peculiar la historia, la cultura y la identidad de Paraguay y sus habitantes. Lo que hace tan excepcional al Paraguay en cuanto a la lingüística es la mezcla de ambas lenguas, precisamente del guaraní y del español, que es el habla que domina la vida cotidiana paraguaya y que se llama jopará.
El uso del jopará está determinado por varios factores diafásicos, diatópicos y diastráticos. Las definiciones del jopará difieren en gran medida, como exponen las alegaciones siguientes: mientras que Morínigo define el jopará como "un castellano hablado en guaraní" cuya "estructura lingüística fundamental se encuentra totalmente bastarda", para De Granda, el yopará es "un guaraní muy interferido por el castellano".
Bartomeu Meliá, otro lingüista muy apreciado en cuanto a esta temática, describió la situación lingüística paraguaya en 1974 como la convivencia de dos lenguas entre las que había surgido una tercera a la cual caracterizó como un continuum lingüístico conocido como yopará o guarañol (por su similitud con el espanglish o el franglais) que fluctuaba entre el español paraguayo y el guaraní paraguayo. Posteriormente se distanció de esa opinión. Para Pic Gillard, en cambio, el yopará constituye un fenómeno de criollización del guaraní y del castellano y, según Tovar, el yopará es una lengua de transición para hablantes del guaraní que aprenden el castellano paraguayo. Es obvio que no hay conformidad en cuanto a la definición del yopará que destaca por su heterogeneidad.
La diglosia paraguaya lleva aparejada la sugestión mutua de ambos idiomas, así que, en general, hay que distinguir entre el español estándar, el español paraguayo, el yopará, el guaraní paraguayo (jehe'a) y el guaraniete (guaraní puro o cerrado). El término español estándar se refiere al español como es definido por la Real Academia Española, aunque algunas características hispanoamericanas sean aceptadas. El español paraguayo igual que el guaraní paraguayo están marcados por la influencia del otro idioma, a pesar de que no sea tan acentuada como en el yopará. La zona de transición entre las diferentes variedades es fluida, y por lo tanto, imposible de fijar.

### Ejemplos de yopará
- "Jasolucionáta nuestro problema" (la palabra "jasolucionáta" está influenciada del guaraní (Yopará). "Ja" (se pronuncia "ya") equivale a "Nosotros", y "ta" se refiere a la acción en tiempo futuro. En castellano neutro debería ser "Vamos a solucionar nuestro problema" o "Solucionaremos nuestro problema".).
- "Eñetranquilizána amigo" (la palabra está influenciada del guaraní (Yopará). "Eñe" equivale a "Te", voz pasiva en segunda persona, y "na" equivale a "por favor". En castellano neutro debería ser "Tranquilizate por favor amigo").
- "Jaha a comprar" (la palabra "Jaha" proviene del guaraní que significa "Vamos". En castellano neutro equivale a "Vamos a comprar".)

### Diferencias con el jehe'a
El jehe’a, en oposición al jopara, es el préstamo lexicológico integrado del castellano a la estructura fonomorfosintáctica del guaraní. Al integrarse a esta estructura ya forma parte, de hecho, del corpus lexical del guaraní y cumple con las normativas ortográficas de esta lengua. Es básicamente, el guaraní pero influenciado del castellano. Es un guaraní "más cerrado" que el yopará, pero "menos cerrado" que el guaraniete.
En las encuestas, censos y estadísticas realizados en el país, al jehe'a se lo considera como idioma guaraní directamente, sin incluirlo como yopará, siendo este último más bien un híbrido entre castellano y guaraní, o un castellano con influencia del guaraní. Varios autores coinciden en que el jehe'a es el típico guaraní paraguayo, puesto que solo los indígenas hablan el "guaraniete" (guaraní puro o cerrado).
- Che alee peteĩ aranduka: "Yo leo un libro". (la palabra "alee" proviene del castellano "leer", pero está "guaranizada" (A+lee=Yo leo). En guaraní cerrado, sería Che amoñe'ẽ peteĩ aranduka)

- Edivuha ha ekopia letrakuéra ne kuadernope: "Dibujá y copiá las letras en tu cuaderno". ("divuha", "kopia", "letra" y "kuaderno" son palabras del castellano pero "guaranizadas")
- Upéinte ou la iména: "Fue entonces cuando llegó su esposo." ("la" es una regla propia del castellano, no del guaraní)
- Oñondive ñaganáta ko'ẽro: Juntos ganaremos mañana (La palabra "ñaganáta" proviene del castellano "ganar", pero está "guaranizada". El término "Ña" equivale a "Nosotros", y "ta" se refiere a la acción en tiempo futuro: Ña+gana+ta=Ganaremos o vamos a ganar).

## Comida y folklore
No es solo el fenómeno lingüístico es lo que da expresión al "espíritu paraguayo", definido por la mezcla en general, sino también la palabra en sí misma. Según el diccionario de Antonio Guasch, yopará significa, por un lado: a medidas, medianamente, mezcla; y, por el otro, se trata del nombre de un plato de comida hecha de maíz blanco y poroto. Tradicionalmente, casi obligatoriamente, este plato se consume el primer día de octubre para espantar al "Karai Octubre" (en otras grafías caraí octubre, es decir, «Señor de Octubre»), a quien se le atribuye, en la creencia popular, las carencias propias del mes en esta parte del mundo.
La palabra yopará (en guaraní jopara, con la misma pronunciación) se compone de dos constituyentes de los que el primero es jo, un prefijo o infijo de reciprocidad que significa «unos a otros» o «mutuamente». Al mismo tiempo, el prefijo jo tiene un carácter activo, mientras que el segundo constituyente, para, significa «matizado, abigarrado, policromo, vitiligo», lo cual en suma, describe la variación.